# 6Г30

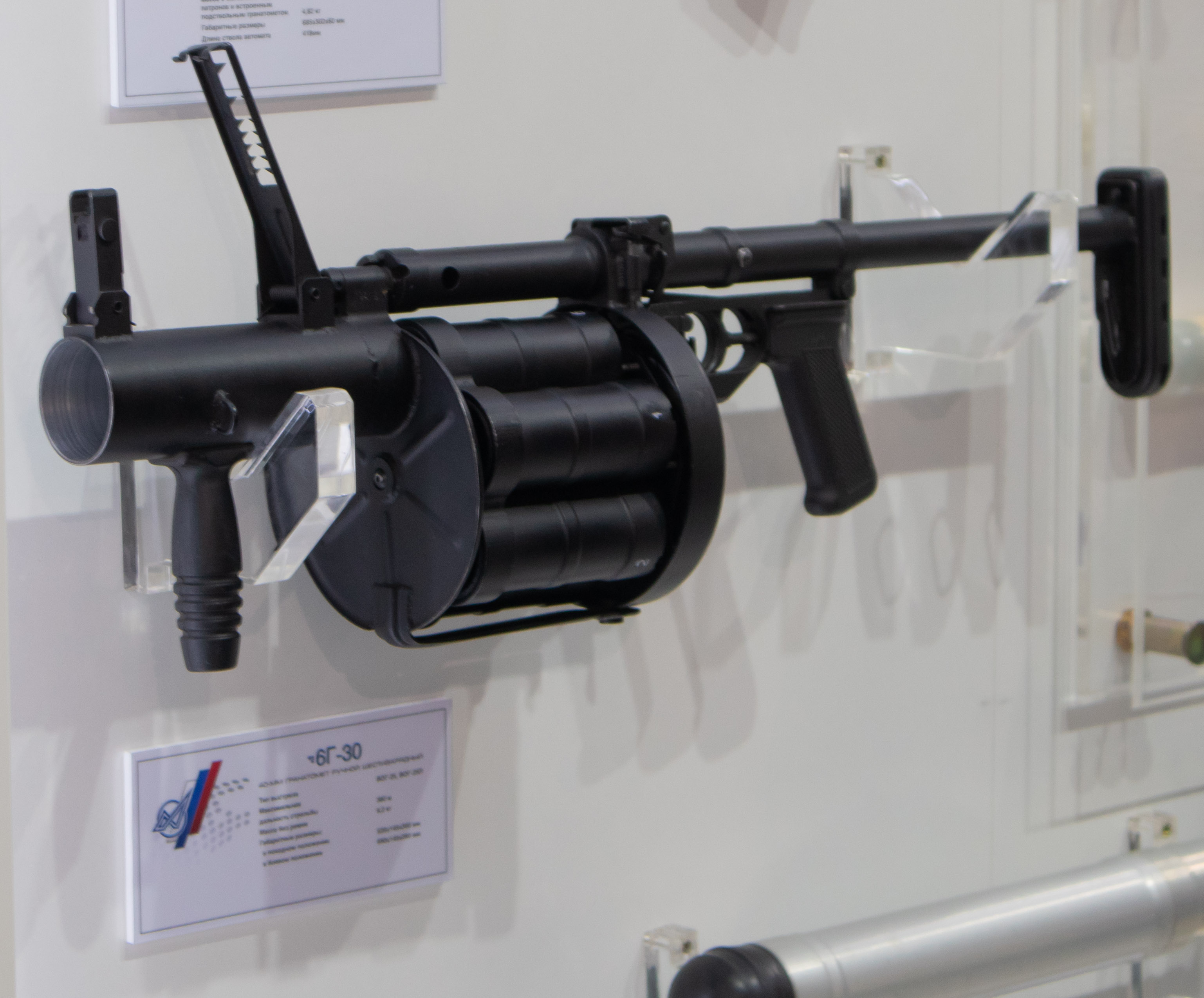
6Г30 на выставке MILEX-2021

РГ-6 (индекс ГРАУ — 6Г30) — ручной револьверный гранатомёт.

## История
Был разработан в 1993 году в ЦКИБ СОО конструкторами Валерием Телешом и В. А. Борзовым. Мелкосерийное производство РГ-6 было начато в 1994 году на Тульском оружейном заводе, и первая партия из шести гранатомётов была передана на испытания в войска уже в первом квартале 1994 года.
Применялся в Чечне и Грузии.

## Описание
РГ-6 создавался под явным влиянием южно-африканского гранатомёта Milkor MGL, однако в силу того, что в РГ-6 используются принципиально иные боеприпасы с улетающей гильзой, в его конструкции есть и ряд заметных отличий.
Конструкция РГ-6 отличается предельной простотой и технологичностью. Гранатомёт состоит из:
- трубы с рукояткой, прицельными приспособлениями и крышкой;
- барабанного блока стволов;
- корпуса с осью и силовой штангой;
- ударно-спускового механизма с пистолетной рукояткой;
- выдвижного телескопического приклада с резиновым амортизирующим затыльником.

Прицел РГ-6 механический, складной, рамочный. Он состоит из мушки и целика. Откидная мушка может быть отрегулирована в вертикальном и горизонтальном направлении. Целик нерегулируемый, выполнен как штампованная пластинчатая рамка с вырезами, соответствующими дальностям до 400 метров через каждые 50. Вырезы, соответствующие каждой сотне метров, обозначены цифрами. Гранатомёт РГ-6 имеет револьверную схему, каморы барабана образованы шестью нарезными дульно-зарядными стволами от гранатомётов ГП-25. Соответственно, снаряжение барабана осуществляется спереди, после откидывания передней части гранатомёта с фальш-стволом вбок и вверх. В каморах гранаты удерживаются специальными пружинными фиксаторами. Вращение барабана осуществляется пружиной, взводимой вручную в процессе перезарядки. Поворот барабана после каждого выстрела происходит при освобождении храповика в момент отпускания спускового крючка, что исключает попытку повторного накола давшей осечку гранаты. Ударно-спусковой механизм самовзводный, в основном заимствован от гранатомёта ГП-25. Гранатомёт оборудован фальш-стволом, имеющим гладкий (ненарезной) канал и служащим только для крепления передней рукоятки и прицела. Прицельные приспособления складные, ступенчатого типа. Приклад раздвижной телескопический, имеет резиновый амортизирующий затыльник.
В силу спешности разработки гранатомётам ранних выпусков были присущи некоторые проблемы, в частности, ненадёжное срабатывание УСМ[уточнить].

## Страны-эксплуатанты
- Армения: в 2008 году закуплено 10 шт.[2]
- Беларусь: на вооружении спецподразделений МВД[3]